# Friends in the Corner
Friends in the Corner è un singolo della cantante britannica Foxes, pubblicato il 2 settembre come terzo estratto dal secondo EP Friends in the Corner EP.

## Descrizione
Il brano è stato scritto da Louisa Rose Allen, James Flannigan e prodotto da Oli Bayston in chiave di Si maggiore con un tempo di 114 battiti per minuto.

## Tracce
1. Friends in the Corner – 3:29